# Districte de Retiro

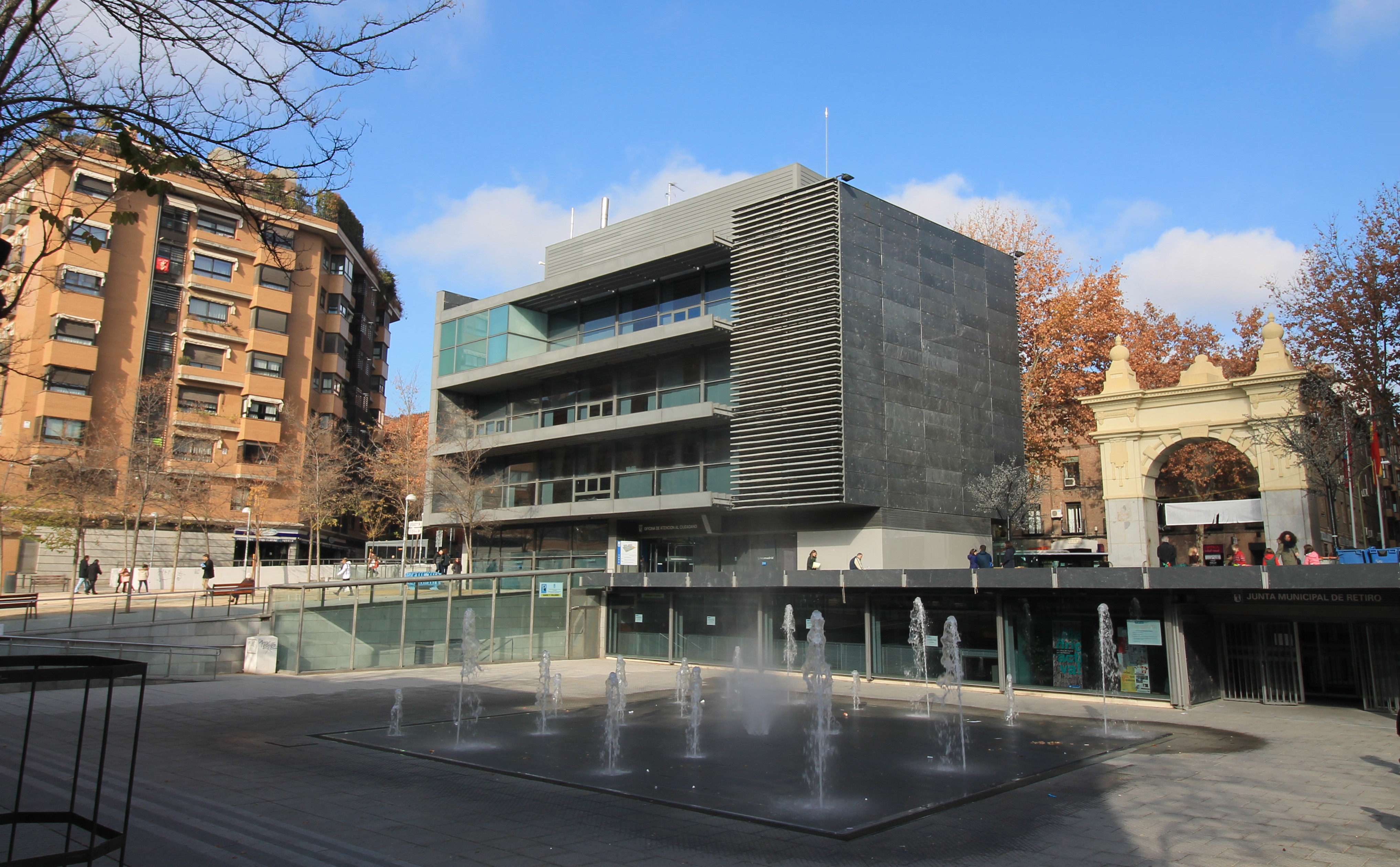
Junta Municipal del districte.

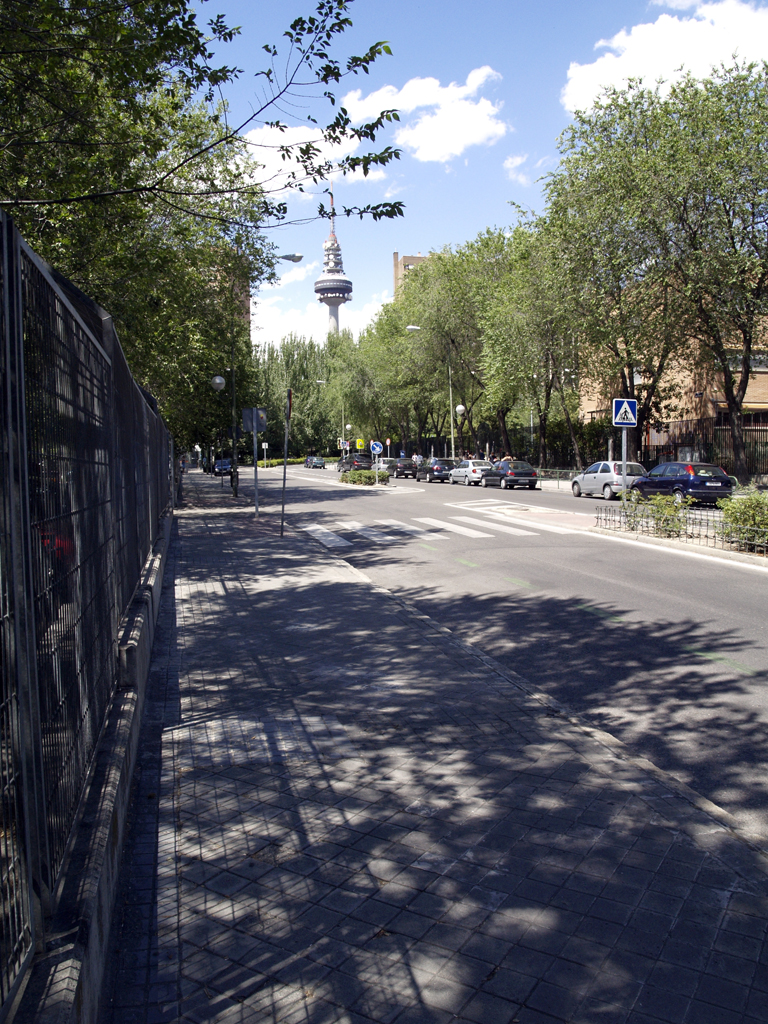
Carrer Juan Esplandiu.

Retiro és un districte de Madrid organitzat administrativament en els barris de Pacífico (31), Adelfas (32), Estrella (33), Ibiza (34), Jerónimos (35) i Niño Jesús (36). Aquest districte, endemés de ser cèntric de Madrid, és força conegut pel seu parc públic, els Jardins del Retiro. Té una superfície de 5,38 kilòmetres quadrats i una població de 126.058 habitants segons el cens de 2005.

## Geografia
El districte està delimitat per:

Ubicació del Retiro

- Passeig del Prado: estableix el límit amb el districte Centro.
- Paseo de la Infanta Isabel: estableix el límit con el districte d'Arganzuela.
- Vies fèrries que surten de l'estació d'Atocha: limiten amb el districte d'Arganzuela.
- Avenida de la Paz (M-30): estableix el límit amb els districtes de Puente de Vallecas i Moratalaz.
- Carrer d'O'Donnell: estableix el límit con el districte de Salamanca.
- Carrer d'Alcalá: límit amb el districte de Salamanca.

Aquest districte està compost en la seva major part per habitatges a excepció del principal parc que li dona nom. La seva planimetria s'ajusta a una quadrícula als barris d'Ibiza i Pacífico. El primer es va construir conjuntament amb el districte de Salamanca, amb el qual limita, ja que l'alineació dels carrers és igual, no obstant això el segon no té res a veure amb el projecte urbanístic d'on sorgí el barri d'Ibiza.
La resta de barris tenen una planimetria més irregular, destacant especialment el barri d'Estrella, que en estar al marge oest del curs de l'antic rierol Abroñigal, ajusta el traçat dels seus carrers al pendent existent.

## Transports
Encara que no està dins del districte, en un extrem hi ha l'Estació d'Atocha, amb servei de rodalia, mitjana distància i llarg recorregut.
Metro de Madrid
- : dona servei als barris de Pacífico i Adelfas amb les estacions d'Atocha Renfe, Menéndez Pelayo i Pacífico.
- : dona servei al barrio de Jerónimos amb l'estació de Retiro.
- : dona servei als barris d'Ibiza, Niño Jesús, Estrella, Pacífico i Adelfas amb les estacions de Sainz de Baranda, Conde de Casal i Pacífico.
- : dona servei als barris d'Estrella, Niño Jesús i Ibiza amb les estacions d'Estrella, Sainz de Baranda i Ibiza.